# Jason Turner
Jason Turner (31 de janeiro de 1975, Rochester, Nova Iorque) é um atirador norte-americano que conquistou uma medalha de bronze nos Jogos Olímpicos de Verão de 2008. Turner terminou a prova da Pistola de ar 10 m em quarto lugar, mas, devido à desclassificação do terceiro colocado, o norte-coreano Kim Jong-su, por uso de propanolol, ele herdou o bronze.